# Ubalá
Ubalá é um município da Colômbia, localizado na província Guavio, departamento de Cundinamarca.